# Eric Carr
Paul Charles Caravello (Brooklyn, Nova York, 12 de juliol de 1950-24 de novembre de 1991) de nom artístic Eric Carr, va ser el bateria de la banda de hard rock Kiss, després que Peter Criss abandonés la banda el 1980, fins a la seva mort el 1991.

## Kiss (1980-1991)
Kiss tenia seleccionats a dos bateristas, per una costat Bob Rondinelli, després va passar a integrar Rainbow, i per un altre, Eric.
Una bona anècdota per recordar és que en finalitzar la sessió de prova, Eric es va acostar tímidament a Gene i li va demanar un autògraf, Gene, molt sorprès li pregunta el perquè, Eric respon que si trien a Rondinelli potser no els tornarà a veure.
El grup li comunica dies més tard que anava a ser el nou membre de Kiss. Era l'estiu de 1980, acabava de llançar-se Unmasked i Eric va haver d'incorporar-se immediatament als assajos de la gira americana que s'estava preparant. El 25 de juliol de 1980 en el New York’s Palladium, començava la nova gira i amb ella Eric Carr feia la seva primera actuació amb Kiss. Eric va incorporar en Kiss l'ús mínim del doble bombo en la banda la qual li donava un toc mes hardrockero a la banda, sent a més la base d'inspiració per a tots els discos composts en tota la dècada dels vuitanta. Eric Carr en viu era molt contundent per tocar, es va adaptar molt bé als escenaris, proporcionant una imatge molt canchera i glam l'ingredient perfecte per a l'època en què la qual estaven. La guineu (personatge triat per Eric) va ser sense dubtes el millor bateria que va tenir Kiss al llarg dels seus ja 42 anys com a banda, no només pel seu gran desplegament en escenaris sinó, també per la seva tècnica i inventiva pel que fa a arranjaments i bases de bateria per incorporar en les cançons de Kiss, sense oblidar clar, que aquest a més cantava molt bé, lluint una veu molt hardrockera.
A la fi d'any la gira va arribar a Europa i molt poc després l'inici de l'enregistrament de Music From The Elder, que va ser el primer treball d'Eric Carr amb Kiss en l'estudi.
Des de llavors, i amb el pas dels anys, es va anar fent una peça bàsica en l'engranatge de Kiss, punt en els xous en viu com quan s'havia de gravar un disc.

## Defunció (1991)
L'estiu de 1991, Eric va haver d'ingressar en un hospital de Nova York afligit d'un fort dolor en el cor. En aquesta primera intervenció, al principi tot va semblar gens més que un esglai, i Eric va seguir la seva vida amb normalitat, fins que va tenir un altre amago d'infart, i va haver de tornar a l'hospital per fer-se anàlisi i proves, la qual cosa havia semblat un esglai s'havia convertit en un tumor degeneratiu realment greu. En pocs mesos va haver de deixar l'activitat amb la banda, i va tenir literalment que escapar-se de l'hospital per poder filmar amb Kiss l'últim vídeo-clip en el qual anava a aparèixer, God Gave Rock’n'Roll To You, un tema que es va gravar en principi pel soundtrack de la pel·lícula "Bill & Ted Bogus Journey" i que després es va incloure també en el disc Revenge.
Finalment, i a conseqüència dels problemes de salut a causa del tumor, que es van complicar amb un vessi cerebral, Eric Carr va morir en el Tisch Hospital NYC segons paraules de la pròpia família Caravello, en la matinada del 24 de novembre de 1991, el mateix dia que Freddie Mercury.